# Kenneth Johnson
Pour l’article homonyme, voir l'acteur Kenneth Allen Johnson.
Kenneth Johnson est un scénariste, producteur, réalisateur et compositeur américain, né le 26 octobre 1942 à Pine Bluff en Arkansas.

## Biographie

### Enfance et formation
Kenneth Culver Johnson est né en octobre 1942 à Pine Bluff dans le comté de Jefferson en Arkansas. Il suit les cours de technologie à l'université Carnegie-Mellon à Pittsburgh en Pennsylvanie, où il est diplômé par la suite.

### Carrière
Au début des années 1970, Kenneth Johnson travaille sur L'Homme qui valait trois milliards (The Six Million Dollar Man), Super Jaimie (The Bionic Woman) et L'Incroyable Hulk (The Incredible Hulk). Il crée le personnage de Jaime Sommers en femme bionique pour Super Jaimie, une série télévisée mettant en vedette Lindsay Wagner, diffusée en trois saisons entre 1976 et 1978, la série dérivée de L'Homme qui valait trois milliards.
En 1983, il écrit, produit et réalise la mini-série V qui met en scène une invasion d'extraterrestres reptiliens sur Terre, originellement inspirée par le roman antifasciste It Can't Happen Here  (littéralement « Ça ne peut arriver ici ») de Sinclair Lewis (1935). Elle est diffusée sur la chaîne NBC, et aura une suite intitulée V, la Bataille finale (V: The Final Battle) en 1984. En 1984-1985, il prolonge le scénario de la saga avec 19 épisodes de la série V, d'une qualité discutable.
En 1988, il réalise Appelez-moi Johnny 5, faisant suite à Short Circuit réalisé par John Badham (1986).
En 1989, il produit la série Alien Nation, inspiré du film Futur immédiat, Los Angeles 1991 de Graham Baker (1988).
En 1993, il écrit et réalise 1994 Baker Street: Sherlock Holmes Returns, avec Anthony Higgins incarnant le détective Sherlock Holmes.

### Vie privée
En 1963, Kenneth Johnson se marie à Bonnie Hollaway avec qui il a trois enfants. Ils divorcent en 1975. En 1977, il se marie à Susan Appling avec qui il a un enfant.

## Filmographie

### En tant que scénariste

#### Cinéma
- 1970 : An Evening of Edgar Allan Poe de lui-même
- 1980 : Secret of Bigfoot d'Alan Crosland Jr
- 1997 : Justicier d'acier (Steel) de lui-même

#### Téléfilms
- 1979 : The Girl Who Saved the World de lui-même
- 1980 : Senior Trip de lui-même
- 1989 : Alien Nation de  lui-même
- 1993 : 1994 Baker Street: Sherlock Holmes Returns  de  lui-même
- 1995 : Futur immédiat 3 : La Naissance des hybrides (Alien Nation: Body and Soul) de lui-même
- 1996 : Futur immédiat 4 (Alien Nation: Millennium) de lui-même
- 1996 : Les Mutants (Alien Nation: The Enemy Within)
- 1997 : Esprits sous contrôle (Alien Nation: The Udara Legacy)

#### Séries télévisées
- 1973 : Auto-patrouille (Adam-12) (2 épisodes)
- 1973 : Griff
- 1975-1976 : L'Homme qui valait trois milliards (The Six Million Dollar Man) (10 épisodes)
- 1976-1978 : Super Jaimie (The Bionic Woman) (56 épisodes)
- 1977-1980 : L'Incroyable Hulk (The Incredible Hulk) (82 épisodes)
- 1979 : The Curse of Dracula (9 épisodes)
- 1979 : The Secret Empire (12 épisodes)
- 1980 : Stop Susan Williams (11 épisodes)
- 1983 : V (mini-série, 2 épisodes)
- 1984 : V, la Bataille finale (V: The Final Battle) (mini-série, 3 épisodes)
- 1984 : Hot Pursuit (11 épisodes)
- 1984-1985 : V (19 épisodes)
- 1985-1986 : Chasseurs d'ombres (Shadow Chasers) (14 épisodes)
- 1987 : Le Monde merveilleux de Disney (The Wonderful World of Disney) (saison 31, épisode 17 : The Liberators)
- 1989-1990 : Alien Nation (21 épisodes)

### En tant que producteur

#### Téléfilms
- 1970 : An Evening of Edgar Allan Poe de lui-même
- 1979 : The Girl Who Saved the World de lui-même
- 1980 : Senior Trip de lui-même
- 1989 : Alien Nation de  lui-même
- 1993 : 1994 Baker Street: Sherlock Holmes Returns  de  lui-même
- 1995 : Futur immédiat 3 : La Naissance des hybrides (Alien Nation: Body and Soul) de lui-même
- 1996 : Futur immédiat 4 (Alien Nation: Millennium) de lui-même
- 1996 : Les Mutants (Alien Nation: The Enemy Within)
- 1997 : Esprits sous contrôle (Alien Nation: The Udara Legacy)

#### Séries télévisées
- 1975-1976 : L'Homme qui valait trois milliards (The Six Million Dollar Man) (9 épisodes)
- 1976-1978 : Super Jaimie (The Bionic Woman) (41 épisodes)
- 1979 : The Secret Empire (12 épisodes)
- 1979 : Stop Susan Williams (11 épisodes)
- 1978-1980 : L'Incroyable Hulk (The Incredible Hulk) (81 épisodes)
- 1983 : V (mini-série, 2 épisodes)
- 1984 : V : La Bataille finale (V: The Final Battle) (mini-série, 3 épisodes)
- 1984 : Hot Pursuit (2 épisodes)
- 1985-1986 : Chasseurs d'ombres (Shadow Chasers) (4 épisodes)
- 1987 : Le Monde merveilleux de Disney (The Wonderful World of Disney) (saison 31, épisode 17 : The Liberators)
- 1989-1990 : Alien Nation (21 épisodes)

### En tant que réalisateur

#### Cinéma
- 1970 : An Evening of Edgar Allan Poe
- 1988 : Appelez-moi Johnny 5 (Short Circuit 2)
- 1997 : Justicier d'acier (Steel)

#### Téléfilms
- 1969 : Alan King and His Buddy
- 1973 : Alan King Looks Back in Anger: A Review of 1972
- 1973 : Alan King in Las Vegas: Part I
- 1973 : Alan King in Las Vegas: Part II
- 1979 : The Girl Who Saved the World
- 1980 : Senior Trip
- 1989 : Alien Nation
- 1993 : 1994 Baker Street: Sherlock Holmes Returns
- 1995 : Futur immédiat 3 : La Naissance des hybrides (Alien Nation: Body and Soul)
- 1996 : Futur immédiat 4 (Alien Nation: Millennium)
- 1996 : Les Mutants (Alien Nation: The Enemy Within)
- 1997 : Esprits sous contrôle (Alien Nation: The Udara Legacy)
- 1999 : Zenon, la fille du 21e siècle (Zenon: Girl of the 21st Century)
- 1999 : Ne regarde pas sous le lit (Don't Look Under the Bed)

#### Séries télévisées
- 1973 : Griff (saison 1, épisode 1 : The Framing of Billy the Kid)
- 1973 : Auto-patrouille (Adam-12) (saison 6, épisode 8 : Training Division: The Rookie)
- 1976-1977 : Super Jaimie (The Bionic Woman) (3 épisodes)
- 1977-1980 : L'Incroyable Hulk (The Incredible Hulk) (4 épisodes)
- 1979 : The Curse of Dracula (saison 1, épisode 1 : Lifeblood)
- 1980 : Stop Susan Williams (épisode : Chapter II: The Silent Enemy)
- 1979 : The Secret Empire (épisode : Chapter III: Plunge into Mystery)
- 1983 : V (mini-série, 2 épisodes)
- 1984 : Hot Pursuit (saison 1, épisode 1 : Pilot)
- 1985-1986 : Chasseurs d'ombres (Shadow Chasers) (épisode : Shadow Chasers: Part 1)
- 1987 : Le Monde merveilleux de Disney (The Wonderful World of Disney) (saison 31, épisode 17 : The Liberators)
- 1989-1990 : Alien Nation (21 épisodes)
- 1998 : Sept jours pour agir (Seven Days) (10 épisodes)
- 1999-2001 : JAG (11 épisodes)
- 2009 : Easy Money (saison 1, épisode 6 : BassMaster)

### En tant que compositeur
- 1981 : Senior Trip de lui-même

### En tant qu'acteur
- 1977 : L'Incroyable Hulk (The Incredible Hulk) : Scotty (voix ; 1 épisode)